# Le Banquet (revue mensuelle)
Pour les articles homonymes, voir Le Banquet.
Le Banquet est une revue parue entre mars 1892 et mars 1893, créée par Daniel Halévy, Marcel Proust, Jacques Bizet, Fernand Gregh, Robert Dreyfus, Horace Finaly et Louis de la Salle, tous anciens du lycée Condorcet.
Prévue pour être mensuelle, la revue ne comptera finalement que 8 numéros. Elle cesse de paraître après le numéro de mars 1893, sans doute pour des raisons financières selon Robert Dreyfus: "Après le huitième numéro, notre revue disparut sans dire pourquoi : la caisse était vide, —et puis nous avions assez joué..."
La revue contient les premiers pas  en littérature de Marcel Proust, qui y publie huit articles ou "études", dont certains seront repris en 1896 dans son premier ouvrage, Les Plaisirs et les Jours.  
Parmi les contributeurs de la revue figurent notamment Jacques Baignères, Henri Barbusse, Léon Blum et Robert de Flers.   
Quand la revue cesse de paraître, ses fondateurs rejoignent la déjà célèbre Revue blanche (octobre 1891 - janvier 1903) des frères Natanson. 